# اچ‌ام‌ای‌اس بروم (جی۱۹۱)
اچ‌ام‌ای‌اس بروم (جی۱۹۱) (به انگلیسی: HMAS Broome (J191)) یک کشتی است که طول آن ۱۸۶ فوت (۵۷ متر) می‌باشد. این کشتی در سال ۱۹۴۱ ساخته شد.